# Jean-Marc Savelli
Jean-Marc Savelli (Mulhouse, 18 ottobre 1955) è un pianista francese.
Savelli è stato più volte definito "il virtuoso delle emozioni". Noto soprattutto per le sue interpretazioni di Franz Liszt,, e Frédéric Chopin, si è rivelato anche un eccellente interprete del repertorio classico di Johann Sebastian Bach, di Ludwig Van Beethoven e dell'impressionistico Claude Debussy.

## Biografia
Jean Marc Savelli, è nato a Mulhouse (Francia) il 18 ottobre 1955. La madre, Marie Louise Schreyer, alsaziana, proveniva da una famiglia di suonatori ambulanti che si esibivano nell'est dell'Europa, addirittura alla corte imperiale di Russia. Durante la seconda guerra mondiale ella incontrò il corso Gratien Savelli, il quale, nostalgico della terra natale, era solito cantarle dei "lamenti" e diversi altri canti isolani tradizionali.
Jean-Marc Savelli si trovava immerso in tale ambiente quando, all'età di 8 anni, i suoi genitori lo iscrissero al Conservatorio Nazionale di Musica e Arte Drammatica di Mulhouse, dove fu allievo della pianista Suzanne Muller-Gunst. A dodici anni ottenne il primo premio del conservatorio, all'unanimità della giuria.
La sua professoressa avrebbe voluto che Jean-Marc Savelli proseguisse gli studi pianistici in Svizzera, al Conservatorio Nazionale di Musica di Basilea ma i genitori scelsero Parigi, con Pierre Sancan, affinché Jean-Marc preparasse il concorso di ammissione al Conservatorio Nazionale Superiore di Musica della capitale francese (Conservatoire national supérieur de musique et de danse de Paris).
Ammesso al concorso, Jean-Marc Savelli fu uno degli allievi di Monique de La Bruchollerie, pianista francese di fama internazionale, la cui carriera fu purtroppo stroncata da un infortunio stradale che segnò la sua scomparsa prematura. Jean-Marc Savelli, insieme ad altri allievi del conservatorio, le rese un ultimo e emozionato omaggio portandone la bara durante i funerali.
Jean-Marc Savelli proseguì i suoi studi presso Yvonne Lefebure,, altra pianista di fama mondiale.
Jean - Marc Savelli ha avuto anche il privilegio di completare la sua formazione con Aldo Ciccolini, Arthur Rubinstein e Sviatoslav Richter, che ha voluto prendere Jean-Marc Savelli a Mosca.

## Carriera
Dopo una lunga serie di concerti in tutto il mondo, Jean-Marc Savelli dovette interrompere momentaneamente la sua carriera per ragioni familiari. Continuò nondimeno a praticare il pianoforte dedicandosi parallelamente allo studio dell'influenza della musica su degli ammalati sottoposti a cure terapeutiche,.
Questa sua ricerca, svolta in collaborazione con dei medici, si è concretata con l'attuazione di una scala di emotività, destinata al personale curante non musicista.
Sin dal 2012 Jean-Marc Savelli prepara la ripresa dei concerti dedicati a Beethoven – Liszt - Chopin. Il suo ritorno sulla scena è previsto per il 2013.

## Discografia
- 1989 ALBUM[17], Album archiviato sulla famosa Biblioteca Nazionale di Francia (Bibliothèque Nationale de France BNF)[18]

Frédéric Chopin
Mazurka No 1 op 7
Mazurka n°2 op7
Mazurka n°4 op17
Mazurka n°2 op68
Mazurka n°4 op67
Polonaise n°1 op26
Polonaise n°1 op40
Polonaise n°2 op40
Polonaise in A-flat major, Op. 53 "Heroic Polonaise"
Prélude No. 15 op 28
Prélude No. 4 op 28
Ludwig van Beethoven
Piano Sonata No. 8 in C minor, Op. 13, commonly known as Sonata Pathétique
1st movement
2nd movement
3rd movement
Sergei Rachmaninov
Prélude No. 2 op 3
Franz Liszt
Funérailles n°5
Rhapsodie hongroise n°2
Mephisto Walse n°1
Robert Schumann
Reverie
- ALBUM CD Chopin, Rachmaninov, Liszt, Schumann

 Opere di Chopin, Rachmaninov, Liszt, Schumann di Jean-Marc Savelli, pianoforte, su cdmail.com. URL consultato il 5 marzo 2013 (archiviato dall'url originale il 3 marzo 2016).
- Il Demone recital di Jean-Marc Savelli, pianoforte, su chaumiereonline.com (archiviato dall'url originale il 2 gennaio 2013).
- Registrazione (estratto) alla Salle Gaveau (Parigi) a favore dell'Istituto Pasteur: Dream Amore Liszt

Records (estratti) 2012:Rêve d'amour de Liszt
- Records (estratti) 2012:

- Movimento 1 di patetico sonata Beethoven
- Movimento 2 di patetico sonata Beethoven
- Movimento No. 3 del patetico sonata di Beethoven
- Polonaise Heroic di Chopin
- Hungarian Rhapsody No. 2 di Liszt
- 2014 album "Classical Recital" , Etichetta Famous Records Corp.[27][28]

http://www.lastfm.fr/music/Jean-Marc+Savelli/Classical+Recital
Provided to YouTube by Ingrooves: https://www.youtube.com/watch?v=JJXnAyICU34&list=OLAK5uy_nRnuwzKgFSSyDydYcG0uxMW6fwYTJw3AM
- Album 2014 "The PIANIST of EMOTION" sull'etichetta "KDM"[29][30]

Ludwig van Beethoven, Frédéric Chopin, Andersen Viana, Franz Liszt
Puoi trovare le opere musicali interpretate da Jean-Marc SAVELLI nel patrimonio francese all'interno del National Library of France BNF.

## Filmografia
Jean-Marc Savelli ha trovato il suo connazionale Tino Rossi nel rilascio di Jacques Chancel, "La Grande Scacchiera"..
Video originale (gratuito) dedicato al concerto il pianista Jean-Marc SAVELLI in opere di Ludwig Van Beethoven, Franz Liszt e Frédéric Chopin, clip video prodotto dagli studios Ricordu (Corsica):https://www.youtube.com/watch?v=gXIChwW9vOA.